# 3571 Міланштефанік
3571 Міланштефанік (3571 Milanštefánik) — астероїд головного поясу, відкритий 15 березня 1982 року.
Тіссеранів параметр щодо Юпітера — 3,035.